# Марк Антисций
Марк Антисций (на латински: Marcus Antistius) e политик на Римската република от края на 4 век пр.н.е. Произлиза от плебейската фамилия Антисции.
През 319 пр.н.е. Марк Антисций е народен трибун. Консули тази година са Луций Папирий Курсор и Квинт Авлий Церетан.